# Alex Doll

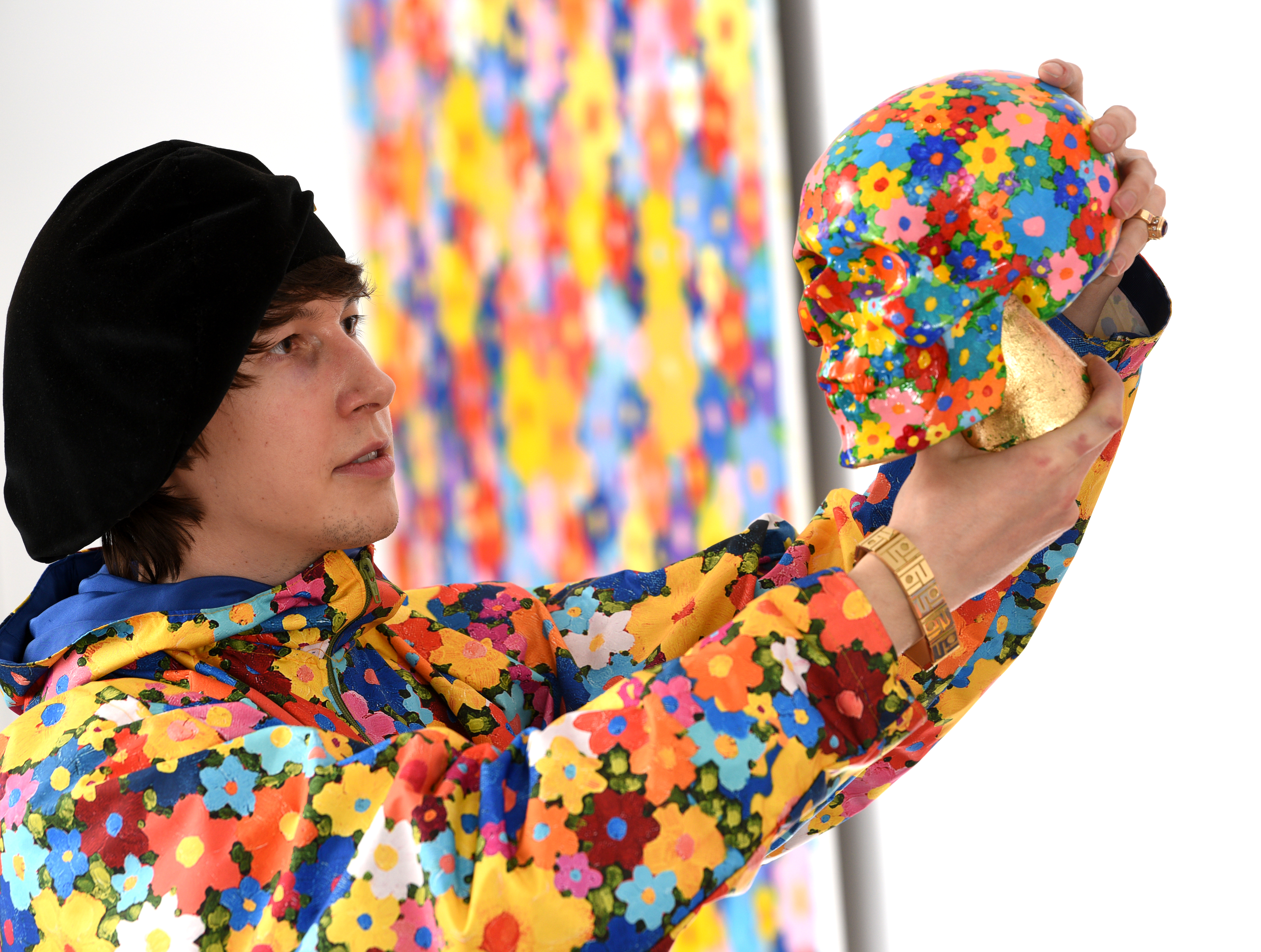
Porträt Alex Doll mit Totenkopf (2018)

Alex Doll (* 18. April 1990 in Orenburg) ist ein Schweizer Künstler. Er arbeitet in den Bereichen Malerei, Skulptur, Installation, Happening und Performance. Alex Doll ist Ehrenmitglied der Russischen Akademie der Künste. Seine Werke werden international präsentiert und in Sammlungen von Museen und Privaten aufgenommen.

## Leben
Alex Doll wurde 1990 in Orenburg/Russland geboren. Seine Vorfahren sind im 18. Jahrhundert aus dem süddeutschen Raum nach Russland ausgewandert. Im Alter von fünf bis 15 lebte Doll in einem orthodoxen Kloster in der Nähe von Orenburg. Dort wurde er von Mönchen in der Ikonenmalerei ausgebildet. Ab 16 studierte Doll an der Kunstschule in Orenburg mit den Schwerpunkten Zeichnen und Ölmalerei. Darauf folgte ein Praktikum in Design und Malerei bei Alexey Alexandrov im «Alexandrov Design House» in Moskau. In der Schweiz bildete sich Alex Doll an der Schule für Gestaltung in Bern und Biel weiter. Seit 2019 hat Doll ein eigenes Atelier und eine Galerie in der Berner Altstadt. Er lebt und arbeitet in Bern.

## Werk

### Stile und Sparten
Die stilistische Spannweite von Alex Dolls künstlerischem Schaffen ist sehr groß. In der Malerei reicht sie von realistischen über impressionistische bis zu romantischen, abstrakten und expressionistischen Werken. Doll malt auf Leinwand, Papier, Holz, Eierschalen und weitere Materialien. Seine Farbenfreudigkeit sticht hervor. Skulpturen können realistisch bis abstrakt sein. Bei seinen Installationen verwendet Alex Doll unterschiedlichste Materialien von Holz, (Edel)Stein und Textil über Metall (Gold, Silber, Bronze und Eisen) bis zu diversen Lichtträgern. Happenings und Performances können von eigener Bewegung, Rezitation, Gesang und Posen zu Ereignissen unterschiedlicher Gruppierungen führen, wobei er insbesondere Tanz, Literatur, Operngesang und instrumentale Musik einzeln bis gemischt mit unterschiedlichen Partnerinnen und Partnern präsentiert. Teilweise werden sie filmisch und fotografisch begleitet und dokumentiert.

### Motive und Zyklen
Alex Doll widmet sich vielen unterschiedlichen Motiven und Zyklen. Religiöse Themen finden sich bei ihm ebenso wie Genreszenen, Sportmotive, Landschafts- und Porträtmalerei. Zuletzt hat er sich den Blumen als bunte Muster und Abstraktion genähert und eine eigene Interpretation geschaffen. Aus diesen Portfolio an Motiven sind u. a. folgende Zyklen entstanden: Familie, Blumen, Ansichten von Liechtenstein, Ansichten der Schweiz, Ansichten von europäischen Städten, die Alpenüberquerung des russischen Generals Suworow im Jahr 1799, Skifahren oder Ikonenmalereien auf Eiern. Für die XXII. olympischen Winterspiele in Sotschi entwarf Alex Doll zusammen mit Natalia Brovko die Briefmarke von Liechtenstein. Dabei sind die Künstler neue Wege in der Briefmarkengestaltung gegangen. Ein aus Sochi stammender Stein wurde gemahlen, mit Farbe gemischt und mittels Thermographie auf die Marke aufgebracht. Streicht man mit dem Finger über die Briefmarke, so ist der gemahlene Stein deutlich spürbar.

### Wirkung
Der Künstler und Präsident der Russischen Akademie der Künste Zurab Tsereteli schrieb über Alex Doll: «In den Bildern findet Alex Dolls persönliche Einstellung zur Welt einen mutigen Ausdruck. Er gestaltet schwungvoll, scheut keine Experimente mit Farbe und Form, schlägt schnell Brücken zum Betrachter.»  Die Werke von Alex Doll befinden sich in Museen und Privatsammlungen in Russland, Deutschland, der Schweiz, Liechtenstein, Frankreich, Italien, Japan und Schweden.

## Auszeichnungen
- 2015: Auszeichnung der Russischen Akademie der Künste für den Zyklus «Suworows Spuren in der Schweiz»
- 2014: Gewinner des Wettbewerbs zur Gestaltung der liechtensteinischen Briefmarke «Sotschi-2014» für die XXII. Olympischen Winterspielen in Sotschi, Russland
- 2014: Ehrenmedaille des russischen Außenministeriums «Für die Freundschaft und die Zusammenarbeit»
- 2014: Wahl zum Ehrenmitglied der Russischen Akademie der Künste und Verleihung des höchsten Ordens «Für Verdienste um die Kunst» der Russischen Föderation
- Seit 2013 Mitglied der International Association of Art (IAA) der UNESCO
- 2012: Sonderpreis bei der Ausstellung der jungen russischen Künstler im Central House of Artists in Moskau
- 2010: Grand Prix «Avantgarde», Art Week Kasachstan[28]

## Werke im öffentlichen Besitz
- 2019: Ankauf eines Bildes durch die Russische Botschaft in Japan als Geschenk an die Regierung der Präfektur Hokkaido
- 2018: Bemalung einer Abteilung des Spitals von Orenburg/Russland mit Blumenmotiven
- 2018: Ankauf eines Bildes durch die Stadtregierung von Rostock, Deutschland
- 2017: Annahme eines Bildes durch die Stadtregierung von Zerbst, Deutschland

## Ausstellungen (Auswahl)

### Einzelausstellungen
- Bilderreihe „Heimaten“ mit den Heimatorten der Schweizer Bundesrätinnen und Bundesräte im Schaufenster in der Käfigturm-Passage in Bern (2020–2021) und in der Galerie von Alex Doll.[29][30]
- Bilderreihe „Hommage an die Blumen“ im Deutsch-Russischen Forum in Berlin (2017), im Russischen Haus für Wissenschaft und Kultur in Berlin (2017), im Liechtensteinischen Landesmuseum in Vaduz (2018),[31] im Staatlichen Museum und Naturschutzgebiet Wologda (2018), zum 800-jährigen Jubiläum der Stadt Rostock in der Kunsthalle Rostock (2018),[32] im Schemanowsky-Museum in Salekhard (2019) und in der Französischen Kirche Bern (2020).
- 2018: „Die Grosse! Über das Leben und Schaffen der russischen Zarin Katharina II“, Staatliches Museum und Naturschutzgebiet Kostroma, Russland
- Bilderreihe „Ansichten von Liechtenstein“ im Liechtensteinischen Landesmuseum in Vaduz (2016),[33] im Winckelmann-Museum in Stendal[34] und im Rathaus Zerbst,[35] Deutschland (2016–2017), im Museum der Bildenden Künste in Orenburg, im Swerdlowsker Landeskundemuseum in Jekaterinburg, im Schaljapin-Museum in Moskau, im Suworow-Museum in St.Petersburg und im Popov-Kommunikationsmuseum in St.Petersburg, Russland (2016–2018)
- 2015: Bilderreihe „Family“ im Liechtensteinischen Landesmuseum in Vaduz[36] und in der Französischen Kirche in Bern (2021–2022).
- Bilderreihe „Auf Suworow's Spuren in der Schweiz“ im St.Gotthard-Nationalmuseum, Suworow-Museum Linthal, Schweiz[37] sowie in Pereslavl-Zalessky, Kontschanskoje, Wologda, Orenburg, Sankt-Petersburg und Jekaterinburg, Russland (2014–2015). Im Juni 2014 wurde von der Philatelie Liechtenstein ein Sonderbriefmarkenbogen mit 10 Abbildungen aus der Reihe «Auf Suworows Spuren in der Schweiz» von Alex Doll herausgegeben. Im Rahmen der Weltausstellung EXPO 2015 in Mailand im Oktober 2015 im Pavillon der italienischen Zeitung «Corriere della Sera» hat Alex Doll dem Publikum seine Performance über den Italienischen und Schweizerischen Feldzug der Russischen Armee unter der Führung des Generals Alexander Suworow von 1799 vorgestellt.
- „Visionen und Impressionen in Bad Ragaz“, Schweiz (2013–2014) und in der Galerie Red Bridge in Wologda (2016), Russland
- 2013: „Domenico Trezzini aus dem Tessin“, St.Petersburg, Russland
- 2012–2013: Kunstprojekt und Ausstellungen „Swiss Vision“ im Museum der bildenden Künste in Orenburg, in der Galerie Red Bridge in Wologda, in der Peter- und Paul-Festung in St.Petersburg, im Wernadsky-Museum in Moskau und im Schemanowsky-Museum in Salekhard, Russland
- 2012: „Bewegung“, Swissminiatur, Melide, Schweiz
- 2011: „Die Farben des vergangenen Jahres“, Galerie CB, Bern, Schweiz
- 2010: „Der Professor und sein Student“, Galerie Prestige, Montreux, Schweiz
- 2010: „Die Sonnenstadt“, Melide, Schweiz

### Gruppenausstellungen
- 2020: „Bern und Bären“, Cerny Inuit Collection im Dialog mit Alex Doll, Bern, Schweiz
- 2019: Diverse Ausstellungen im Rahmen der Kooperation „Cerny Inuit Collection im Dialog mit Alex Doll“, Bern, Schweiz[38]
- 2016: „Moskau und Moskauer in der Kunst des 20.-21. Jahrhunderts“, Museum der Stadt Moskau, Russland
- 2014: „Art Dialogue“, Biel, Schweiz
- 2014: „Winterolympiaden“, Bern, Vaduz und Basel, Schweiz und Liechtenstein
- 2014: „Das Duett“, Galerie Beyeler, Pratteln, Schweiz
- 2014: Montreux Art Gallery, Montreux, Schweiz
- 2014: „Mitten im Leben“, Nadja Brykina Gallery, Zürich, Schweiz
- 2014: „Suworow. Russia. Switzerland“, Munizipalmuseum von Payerne, Schweiz
- 2013: „Kontrovers. Art Stories 4. Kunst aus Russland“, Clariant, Basel, Schweiz
- 2013: „100 Bilder und Frühlingsausstellung“, Museum der Bildenden Künste, Orenburg, Russland
- 2012: Ausstellung von Kunstwerken der Collection Beyeler im Palazzo Bembo, Venedig, Italien
- 2011: „Le notti bianche di San Pietroburgo“, Melide, Schweiz
- 2010: „Sguardo Russo“, Campione d’Italia, Italien
- 2010: Natural House Geneva, Genf, Schweiz
- 2010: Art Week St.Petersburg, Russland
- 2010: Musik in Farben, Moskau, Russland
- 2009: Russian Art Week. Moskau, Russland

## Publikationen (Auswahl)

### Filme
- Eröffnung der Ausstellung «Hommage an die Blumen» im Liechtensteinischen Landesmuseum, Beitrag des Liechtensteinischen Fernsehsenders 1FLTV, 5. März 2018.  https://www.youtube.com/watch?v=Qsf8jKvwmnc
- Tanzaufführung «Hommage an die Blumen» von Alexander Abdukarimov, Solist am Staatsballett Berlin, 14. August 2018. https://www.youtube.com/watch?v=t8qOE1ZGw4A

### Artikel
- „Wiedergeburt im Flammenmeer“. Nau.ch, 13. Mai 2022 (https://www.nau.ch/orgt/bern/wiedergeburt-im-flammenmeer-66177459).
- Diaspora unter Druck. TagesAnzeiger, 5. März 2022 (https://www.tagesanzeiger.ch/loesch-bitte-alles-was-du-geschrieben-hast-362931055107).
- Alex Doll und wie man das Leben bunter gestaltet. Institut für Musikwissenschaft, Universität Bern, 7. Februar 2022 (https://www.musik.unibe.ch/studium/index_ger.html).

- Eine Blumen-Injektion für die pandemiemüde Seele. Lucify.ch, 31. März 2021 (https://www.lucify.ch/2021/03/31/eine-blumen-injektion-fur-die-pandemiemude-seele/).
- D' Gschicht hinger de Blueme. BrunneZytig, herausgegeben von den Vereinigten Altstadtleisten Bern, 17. September 2021 (https://www.bern-altstadt.ch/2021-3/).
- „Dieser Kürbis kostet über 37’000 Franken“. 20 Minuten, 26. Oktober 2020 (https://www.20min.ch/story/dieser-kuerbis-kostet-ueber-37000-franken-847448940248).
- «Malereien zeigen Suworows Spuren. Künstler Alex Doll stellt im Talmuseum Andermatt Bilder aus über die Vergangenheit von Suworow in der Schweiz.» Luzerner Zeitung, 25. September 2019. (https://www.luzernerzeitung.ch/zentralschweiz/uri/malereien-zeigen-suworows-spuren-ld.1154977 ).
- «Sonderausstellung `Ansichten von Liechtenstein – Werke von Alex Doll´». Lie:Zeit, Zeitschrift für Liechtenstein und die Region, 24. Februar 2016. (https://www.lie-zeit.li/2016/02/sonderausstellung-ansichten-von-liechtenstein-werke-von-alex-doll/# )
- «Liechtensteinische Idyllen». Vaterland, 25. Februar 2016. https://www.vaterland.li/liechtenstein/kultur/Liechtensteinische-Idyllen;art175,187357,B::pic167,807947
- «Alexander Suworow. Bilder vom Marsch über die Alpen». Freiburger Nachrichten, 29. August 2014. https://www.freiburger-nachrichten.ch/nachrichten-region/bilder-vom-marsch-ueber-die-alpen
- „Artist Alex Doll talks about Bern“. Very Life Victory. https://vlv-mag.com/en/rubriki/puteshestviya/xudozhnik-aleks-doll-rasskazyivaet-o-berne

### Ausstellungskataloge
- Rainer Vollkommer (Hg.): Alex Doll, Ansichten von Liechtenstein. Ausstellungskatalog. Liechtensteinisches Landesmuseum, Vaduz, 2016.
- Rainer Vollkommer, Hermann Alexander Beyeler (Hg.): Auf Suworows Spuren in der Schweiz. Katalog der Ausstellung von Alex Doll. Liechtensteinisches Landesmuseum, Vaduz; Staatliches Memorialmuseum Alexander W. Suworow, St. Petersburg, 2015.